# Johan Lilliehöök

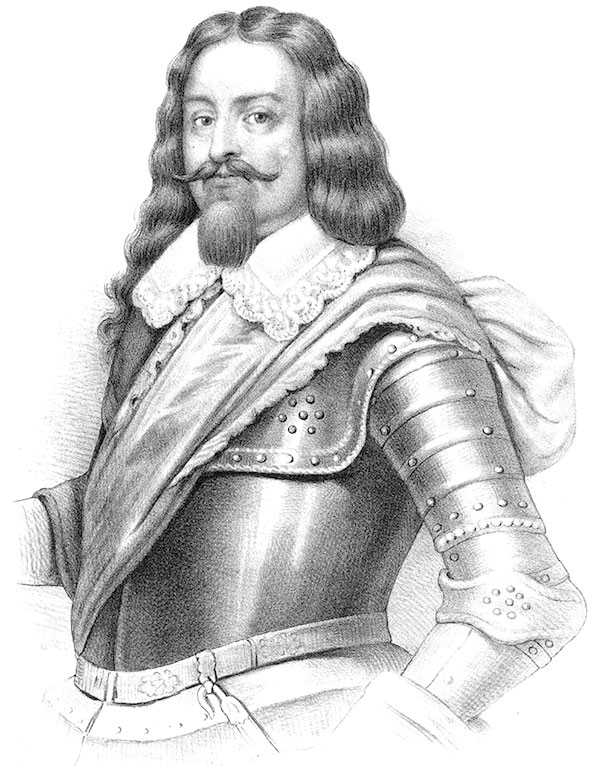
Johan Lilliehöök

Johan Nilsson Lilliehöök af Fårdala, auch Johann Lilliehöck, (* 1598; † 23. Oktober 1642 bei Breitenfeld (Leipzig)) war ein schwedischer General und Gouverneur von Hinterpommern.

## Leben
Johan Lilliehöök war der Sohn des Nils Andersson Lilliehöök, Mitglied des Reichsrates, und der Brita Hand. Er studierte an der Universität Uppsala und nahm anschließend unter König Gustav II. Adolf am Krieg gegen Polen teil. Er stieg zum Oberstleutnant auf und erlangte 1625 die Aufnahme der Linie Lilliehöök af Fårdala ins schwedische Ritterhaus. 1630 wurde er zum Oberst und 1635 zum Generalmajor befördert. Unter dem Generalgouverneur Johan Banér wurde er 1638 zum Gouverneur von Hinterpommern und Kommandanten von Stettin ernannt. In diesen Funktionen bewies er seine politische und militärische Eignung. Er war zum Nachfolger des erkrankten Oberbefehlshabers Banér designiert. Bei dessen plötzlichen Tod fiel die Entscheidung jedoch zugunsten von Lennart Torstensson. Lilliehöök wurde 1642 zum Reichsfeldzeugmeister ernannt.
Am 23. Oktober 1642 wurde Lilliehöök in der Schlacht bei Breitenfeld lebensgefährlich verwundet und starb kurz nach Ende der Kampfhandlungen.

## Familie
Johan Lilliehöök war dreimal verheiratet. 1628 heiratete er Kristina Hästehufvud (1614–1629), der einzigen Tochter von Anders Eriksson Hästehufvud, 1632 Ingeborg Bååt (1614–1635) und 1638 Kristina Ulfsparre. Aus der zweiten Ehe ging der spätere Jurist und Diplomat Anders Lilliehöök (1635–1685) hervor.